# Chiesa dell'Immacolata (Foggia)
La Chiesa dell'Immacolata è una chiesa del comune di Foggia.

## Storia
Il progetto della costruzione del convento con l'annessa chiesa, nacque dall'esigenza dei Frati Minori Cappuccini della provincia religiosa di Sant'Angelo di erigere una nuova sede della Curia Provinciale, giudicando non più adatto l'antico convento di Sant'Anna.
L'occasione per attuare tale progetto fu offerta dalla generosità di Francesco Saverio Di Iorio e Raffaele Cristofaro, che donarono ai Frati Minori Cappuccini una porzione di terreno della contrada "Pantanella e Pila e Croce".
I lavori iniziarono l'8 dicembre 1954, nel Centenario della proclamazione dogmatica della Concezione Immacolata di Maria SS.
La prima pietra venne posta, assieme alla benedizione, da Mons. Giuseppe Amici.
Il progetto originale venne elaborato dall'Arch. Giuseppe Gentile di Boiano al quale subentrò l'Arch. Fredegolli di Brescia che ridisegnò l'intera chiesa eliminando l'originaria divisione in tre navate (oggi ne presenta una), che avrebbe ridotto notevolmente lo spazio riservato ai fedeli. Egli rielaborò anche la facciata e il piazzale antistante.
Il tempio venne inaugurato con il rito della benedizione l'8 dicembre 1958 da Mons. Paolo Carta.
La consacrazione venne officiata il 28 maggio 1960 da Mons. Mario Di Lieto vescovo di Ascoli Satriano e Cerignola.
Quattro anni più tardi Mons. Giuseppe Lenotti propose al Padre Provinciale di innalzare a Parrocchia la chiesa del convento. Il 16 luglio 1963 con bolla ufficiale la chiesa della Beata Maria Vergine Immacolata diventava quindi, anche sede parrocchiale.
Il 25 aprile 1965 dopo la canonica ricognizione vennero traslate nella chiesa le spoglie mortali della Venerabile Genoveffa De Troia, Terziaria Francescana, già sepolte nel cimitero della città presso la cappella di santa Monica. Il giorno 1º marzo 2012 dinanzi all'Arcivescovo della Diocesi di Foggia - Bovino, Francesco Pio Tamburrino, si è proceduto ad una nuova ricognizione del corpo della Venerabile. Il 14 ottobre dello stesso anno, con una solenne celebrazione, l'urna contenente le spoglie di Genoveffa de Troia è stata ricollocata nella campata laterale della chiesa dove riposava già dal 1965.

### Lavori di ristrutturazione
Nel 1970 per conformare la chiesa alle nuove norme liturgiche, il Padre Guardiano Luigi Ciannilli affidò all'Ing. Domenico Mazzamurro il compito di ridisegnare il presbiterio: la nuova mensa venne collocata al centro dell'area presbiteriale, la sede del celebrante venne posta alla sinistra guardando dal fondo e l'ambone, per la proclamazione della Parola di Dio sulla destra.
Nuovi lavori vennero attuati su iniziativa del parroco Padre Fortunato Grottola nel 1993: sotto la direzione dell'Arch. Michele Stasolla vennero demoliti gli altari laterali e le pedane pavimentate che correvano lungo i lati della navata. Venne inoltre creata un'aula per le Confessioni inaugurata il 4 ottobre 1993.
Nel febbraio 2012 il tabernacolo viene spostato dall'altare, nell'apposita cappella sul lato sinistro della chiesa, secondo le norme attuali.

## Descrizione stilistica

### L'esterno
La chiesa, rialzata dal piano terra, presenta una facciata strutturata da un motivo orizzontale con forme triangolari e da un motivo verticale con cinque cuspidi che sormontano la ripartizione in cinque vele, in corrispondenza dei portali di ingresso. Il motivo verticale è sottolineato dalla decorazione in fasce inclinate a spina di pesce con alternate lastre di pietra naturale chiara e graniti grigi e rossi.
La facciata è sormontata da un timpano, al cui centro troviamo una scultura bronzea dello Stemma Francescano, opera degli Artisti di Macerata. Al vertice del timpano è collocata una croce.

### L'interno
La chiesa presenta una pianta rettangolare. La volta, a nervature incrociate, è sorretta da dodici pilastri a pianta trapezoidale. Le pareti sono composte da fasce orizzontali che alterano pietra naturale chiara a mattoncini cotti.
Secondo la tradizionale struttura delle chiese francescane, un imponente coro sovrasta l'ingresso della chiesa, sorretto da quattro pilastri orizzontali.
I dodici pilastri verticali suddividono le pareti laterali in piccole campate, dove troviamo, sul lato destro partendo dall'ingresso la statua di Santa Rita da Cascia, le spoglie della Venerabile Genoveffa de Troia, un bassorilievo raffigurante San Michele Arcangelo, una copia della Pietà di Michelangelo e Sant'Antonio da Padova; mentre sul lato sinistro, la statue di San Giuseppe e San Pio da Pietrelcina, un bassorilievo della Madonna del Rosario, la cappella del Santissimo ed infine la statua di San Francesco d'Assisi.
Sempre sul lato sinistro, appena dopo l'ingresso, troviamo l'aula delle confessioni.
L'intera chiesa è illuminata da dodici finestre triangolari disegnate dalla parte finale delle nervature della volta. Mentre, finestre di color arancio, alte e strette, raffiguranti una croce stilizzata, bianca, illuminano l'area del presbiterio, il coro e la cappella del Santissimo.
Il mosaico dell'Immacolata, che sormonta l'altare, è ispirato al famoso dipinto di Murillo. L'opera è incorniciata da due grandi vele murarie. La base delle vele è ornata da bassorilievi in terracotta realizzati da Enzo Liberti, raffiguranti episodi biblici e francescani riguardanti il dogma dell'Immacolata Concezione.
L'altare è sorretto da quattro pilastri marmorei e racchiude una scultura bronzea rappresentante l'Ultima Cena realizzata dallo scultore Michele Vedani.
Il motto francescano "Per Christum praeservata, per Franciscum defensa" sovrasta il mosaico. La frase è riferita al dogma dell'Immacolata Concezione: la Trinità ha preservato Maria da ogni peccato fin dal suo concepimento e San Francesco d'Assisi e i suoi figli hanno avuto l'onore di difendere per sette secoli questo dogma, fino alla proclamazione da parte di Pio IX.

## Opere presenti nella chiesa
- Il mosaico dell'Immacolata

Il grande mosaico raffigura l'”Inmaculada Concepción de Aranjuez” del pittore spagnolo Bartolomé Esteban Murillo conservata oggi nel Museo Del Prado di Madrid.
La riproduzione è ad opera dello Studio del Mosaico R.D.S.P Vaticano ed è stata realizzata nel 1958.
Nel giugno del 1997, in occasione di lavori di ristrutturazione, voluti dal parroco Padre Antonio d'Addario il grande mosaico venne ripulito.
- I pannelli in ceramica ai lati del mosaico dell'Immacolata

I pannelli in ceramica a bassorilievo, alla base delle vele in muratura ai lati del grande mosaico, raffigurano episodi biblici e varie figure di francescani che hanno trattato il dogma dell'Immacolata Concezione.
L'opera è stata realizzata da Enzo Liberti nel 1959.
- La scultura dell'Ultima Cena

La scultura bronzea, realizzata da Michele Vedani, raffigurante l'Ultima Cena è collocata sotto l'altare.
- Le statue di San Luigi re di Francia e Sant'Elisabetta d'Ungheria

Le due sculture lignee sono opera di Ferdinand Stufflesser di Ortisei e sono collocate nella cappella laterale del Santissimo.
- La statua di San Giuseppe

La scultura lignea di San Giuseppe è opera di Fiorenzo Bazzanella di Sover.
- La statua di San Pio da Pietrelcina

La statua lignea di San Pio prima collocata nel corridoio dell'ufficio parrocchiale, oggi in chiesa, è opera di Ferdinando Perathoner di Ortisei ed è stata realizzata nel 1993.
- La Madonna dell'Abbondanza

La statua bronzea è posta all'esterno della Chiesa, alla destra della facciata. È stata realizzata dalla Fonderia Artistica Battaglia e C. di Milano.
- I portali d'ingresso

Il rivestimento dei portali di ingresso in ferro battuto nascono dal disegno dell'Arch. Arnaldo Pomodoro del 1958. Simboleggiano il tormento dell'umanità alle porte della Chiesa.
- L'altorilievo di Padre Pio che assolve un penitente

L'altorilievo bronzeo è collocato nell'aula delle confessioni ed è un'opera di Franco Campanari del 1993. Campanari fu anche autore, sempre a Foggia, del “Memoriale di Padre Pio” (1986), posto nella piazza dedicata al Santo. L'opera consta di 5 gruppi scultorei.